# Doreen McCannell
Doreen Ann McCannell (* 29. Juli 1947 in Winnipeg) ist eine ehemalige kanadische Eisschnellläuferin.
McCannell begann im Alter von vier Jahren mit dem Eiskunstlauf und wechselte mit elf Jahren zum Eisschnelllauf. International startete sie erstmals im Februar 1964 bei den Olympischen Winterspielen in Innsbruck, wo sie jeweils den 13. Platz über 500 m, 1000 m und 1500 m sowie den achten Platz über 3000 m errang. Im selben Monat wurde sie kanadische Meisterin im Mini-Mehrkampf. In den folgenden Jahren kam sie bei der Mehrkampfweltmeisterschaft 1965 in Oulu auf den 15. Platz und bei der Mehrkampfweltmeisterschaft 1967 in Deventer auf den 26. Rang im Mini-Mehrkampf. Zudem siegte sie bei den Nordamerika-Meisterschaften 1966 über 1000 m, 1500 m und 3000 m. In ihrer letzten aktiven Saison 1967/68 belegte sie bei der Mehrkampfweltmeisterschaft 1968 in Helsinki den 26. Platz im Mini-Mehrkampf und bei den Olympischen Winterspielen 1968 in Grenoble den 24. Platz über 500 m, den 21. Rang über 1500 m, den 20. Platz über 1000 m sowie den 18. Platz über 3000 m. Nach ihrer Karriere heiratete sie den Sportpsychologen Cal Botterill und wurde im Jahr 1978 in die Hall of Fame der Canadian Amateur Speed Skating Association aufgenommen. Ihre Kinder Jennifer Botterill und Jason Botterill waren als Eishockeyspieler aktiv. Ihre Schwester Donna McCannell nahm im Eisschnelllauf an den Olympischen Winterspielen 1972 teil.

## Persönliche Bestzeiten
| Disziplin | Zeit       | Datum            | Ort      |
| --------- | ---------- | ---------------- | -------- |
| 500 m     | 46,6 s     | 25. Februar 1967 | Edmonton |
| 1000 m    | 1:37,6 min | 11. Februar 1968 | Grenoble |
| 1500 m    | 2:31,6 min | 25. Februar 1967 | Edmonton |
| 3000 m    | 5:20,3 min | 3. Februar 1968  | Davos    |